# التنبيه (كتاب)
التنبيه للإمام أبي إسحاق الشيرازي الشافعي (ت 476هـ) كتاب في الفقه على المذهب الشافعي، وهو أحد الكتب الخمسة المشهورة المتداولة بين الشافعية، وأكثرها تداولاً كما صرح به الإمام النووي في تهذيبه، أخذه من تعليقة الشيخ أبي حامد المروزي (362هـ)، والتعليقة شرح لكتاب مختصر المزني صاحب الإمام الشافعي.
بدأ في تصنيفه في أوائل رمضان سنة 452هـ، ولبعضهم في مدحه قال: